# 城山 (佐伯市西谷)
城山（しろやま）は、大分県佐伯市にある標高144mの山である。佐伯城山とも呼ばれる。

## 概要

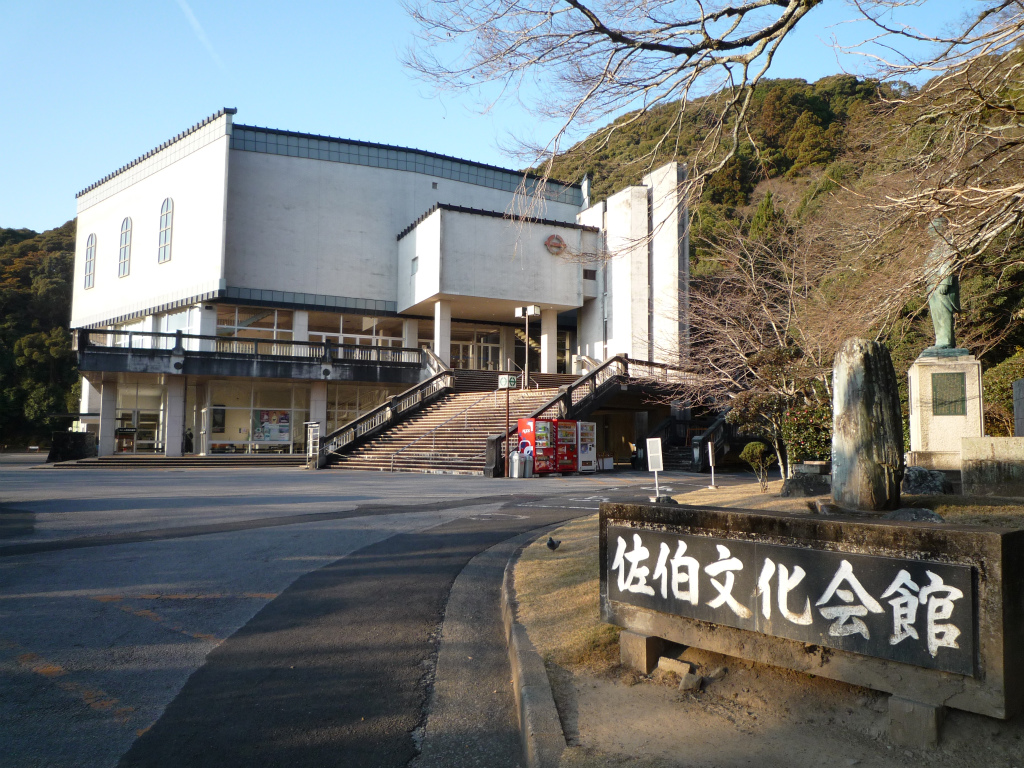
山麓（三の丸跡）にある佐伯文化会館

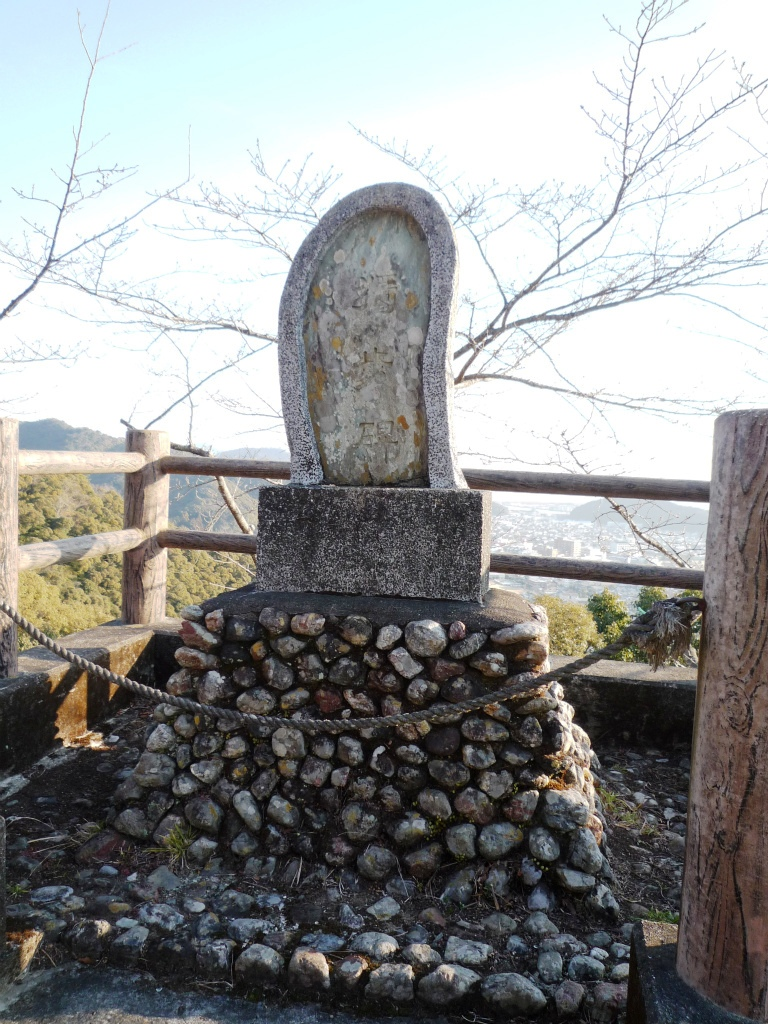
独歩碑

かつて佐伯城があった山である。麓の佐伯文化会館から徒歩約20分ほどの山頂からは、佐伯の市街地を一望できる。
なお、佐伯市には他にも、宇目大字木浦内（標高536m）及び宇目大字小野市（標高603m）に城山という名の山がある。

## 歴史
かつては八幡山と呼ばれていたが、江戸時代初期に山頂に佐伯城が築かれたために城山と呼ばれるようになった。築城に際しては、山頂を平坦に削って本丸、本丸外曲輪、二の丸、西出丸、北出丸が設けられ、山麓には三の丸が設けられた。また、城の裏手にあたる西側斜面には水源池として雄池（おんいけ）・雌池（めんいけ）が築かれた。築城から間もない1617年（元和3年）に佐伯城の天守閣等が焼失。その後、山麓の三の丸を増築して居館が移され、周囲に武家屋敷や町人町が形成された。佐伯城の建築物で現存するのは三の丸櫓門のみで、山頂部には礎石や石畳が一部に残るのみである。
城山は明治維新により一時国有となったが、1901年（明治34年）に佐伯藩主であった毛利家が払い下げを受け、1982年（昭和57年）に佐伯市に寄贈された後も市の管理下にあるため、豊かな自然環境が保全されている。この間、1928年（昭和3年）には、山頂の天守曲輪に毛利神社が創建されたが、第二次世界大戦中に焼失し、小祠が残るのみである。また、昭和50年代には山頂の神社地を除く区域が都市公園として整備され、歩道が設けられるとともに、ベンチ、案内板が設置された。
1893年（明治26年）に佐伯市にあった鶴谷学館に教師として赴任した国木田独歩は、小説「春の鳥」の冒頭で「今より六七年前、私はある地方に英語と数学の教師をしていたことがございます。その町に城山というのがあって、大木暗く茂った山で、あまり高くはないが、はなはだ風景に富んでいましたゆえ、私は散歩がてらいつもこの山に登りました。」と記し、「豊後の国佐伯城山」と題した随筆では「余が初めて佐伯に入るや、先ずこの山に心動き、余巳に佐伯を去るも眼底其の景容を拭い去る能わず、この山なくば余には殆んど佐伯なきなり。」と書いている。

## 生態系
オオイタサンショウウオ
城山はオオイタサンショウウオの模式標本の産地（模式産地）であり、城山のオオイタサンショウウオは、「佐伯市城山のオオイタサンショウウオ」として大分県の天然記念物に指定されている。かつては雌池、雄池、三の丸の池等で多くの産卵が確認されていたが、近年は環境の変化等により個体数が減少している。2015年度に行われた現地踏査では、42の卵塊が確認されている。
ムササビ
2010年-2014年の調査では、13-18頭のムササビが確認されている。独歩碑の道（後述）でよく見られる。
照葉樹林
ツブラジイを主体としたシイ・カシの照葉樹林が分布している。天守台直下には高さ8m、胸高直径20-30cmのツブラジイ群落、西の丸南側には高さ15m、胸高直径35-55cmツブラジイ群落が見られる。

## 登山道
頂上までは4つの登山道がある。そのうち3つは東麓の佐伯文化会館近くにある登山口の上の広場から分かれ、残り1つは西麓の若宮八幡宮に登山口がある。
独歩碑の道
全長約800m。三の丸から右に曲がる緩やかな勾配のコース。眺望もよく散策に適している。
登城の道
全長約700m。三の丸から谷沿いに山頂に到る急勾配のコース。かつては武士が登城に用いた道で、一部に石畳が残る。
翠明の道
全長約700m。三の丸から左に曲がり尾根沿いに山頂に到るコース。途中で「翠明亭」という涼み小屋があった翠明台を経由する。山頂付近で登城の道と合流する。
若宮の道
全長約500m。若宮神社から谷沿いに山頂に到る急勾配のコース。途中に雄池・雌池がある。